# Дібрівне (Чернігівський район)
Дібрівне́ — село в Україні, у Городнянській міській громаді Чернігівського району Чернігівської області. Населення становить близько 400 осіб станом на 2024 рік. До 2017 - орган місцевого самоврядування — Смичинська сільська рада.

## Історія
12 червня 2020 року, відповідно до розпорядження Кабінету Міністрів України № 730-р від «Про визначення адміністративних центрів та затвердження територій територіальних громад Чернігівської області», село увійшло до складу Городнянської міської громади.
19 липня 2020 року, в результаті адміністративно-територіальної реформи та ліквідації Городнянського району, село увійшло до складу Чернігівського району.

## Населення

### Мова
Розподіл населення за рідною мовою за даними перепису 2001 року:
| Мова       | Кількість | Відсоток |
| ---------- | --------- | -------- |
| українська | 692       | 97.74%   |
| російська  | 14        | 1.98%    |
| білоруська | 2         | 0.28%    |
| Усього     | 708       | 100%     |

## Відомі люди
Сорока Іван Іванович (1985—2015) — кулеметник 41-го окремого мотопіхотного батальйону 1-ї окремої танкової бригади. Загинув біля села Старогнатівка Донецької області.